# Carl von Haartman
Carl von Haartman (født 6. juli 1897 i Helsingfors, Finland, død 27. august 1980 i El Alamillo, Spanien) var en finsk skuespiller og instruktør.

## Filmografi
- 1933 – Sininen varjo
- 1931 – Erämaan turvissa
- 1930 – Luftens Dæmoner
- 1927 – Korkein voitto
- 1928 – Uppvaknandet
- 1928 – Bröllopsmarschen
- 1927 – Kärlekspriset
- 1927 – Wings

## Instruktør
- 1930 – Kajastus
- 1929 – Korkein

## Filmmanuskript
- 1929 – Korkein voitto